# Special Olympics Trinidad und Tobago
Special Olympics Trinidad und Tobago (englisch: Special Olympics Trinidad and Tobago) ist der trinidadische Verband von Special Olympics International, der weltweit größten Sportbewegung für Menschen mit geistiger Beeinträchtigung und Mehrfachbeeinträchtigung. Ziel ist die sportliche Förderung dieser Personengruppe und die Sensibilisierung der Gesellschaft für sie. Außerdem betreut der Verband die trinidadischen Athletinnen und Athleten bei den Special Olympics Wettbewerben.

## Geschichte
Special Olympics Trinidad und Tobago wurde 1982 mit Sitz in Port of Spain gegründet.

## Aktivitäten
2021 waren 176 Athletinnen, Athleten und Unified Partner sowie 66 Trainer bei Special Olympics Trinidad und Tobago registriert.
Der Verband nahm 2022 an den Programmen Law Enforcement Torch Run (LETR), Athlete Leadership, Healthy Athletes, Young Athletes, SOFit Program, Motor Activities Training Program (MATP) und Unified Sports teil, die von Special Olympics International ins Leben gerufen worden waren.

### Sportarten
Folgende Sportarten wurden 2022 vom Verband angeboten: 
- Basketball (Special Olympics)
- Boccia (Special Olympics)
- Cricket
- Floor Hockey (Special Olympics)
- Fußball (Special Olympics)
- Kraftdreikampf (Special Olympics)
- Leichtathletik (Special Olympics)
- Reiten (Special Olympics)
- Schwimmen (Special Olympics) und Freiwasserschwimmen
- Volleyball (Special Olympics)

### Teilnahme an Weltspielen vor 2020
(Quelle)
- 2011 Special Olympics World Summer Games, Athen
- 2013 Special Olympics World Winter Games, PyeongChang, Südkorea
- 2015 Special Olympics World Summer Games, Los Angeles, USA (64 Athletinnen und Athleten)
- 2017 Special Olympics World Winter Games, Graz-Schladming-Ramsau, Österreich
- 2019 Special Olympics World Summer Games, Abu Dhabi (31 Athletinnen und Athleten)[2]

### Teilnahme an den Special Olympics World Summer Games 2023 in Berlin
Special Olympics Trinidad und Tobago nahm an den Special Olympics World Summer Games 2023 teil. Die Delegation bestand aus 16 Personen und wurde vor den Spielen im Rahmen des Host Town Program von Einhardstadt Seligenstadt betreut. Das Team gewann bei diesen Weltspielen sieben Gold-, fünf Silber- und sieben Bronzemedaillen.

### Teilnahme an Weltspielen nach 2023
- 2025 Special Olympics World Winter Games, Turin, Italien (8 Athletinnen und Athleten)[6]